# Station Hjartåsen
Station Hjartåsen is een voormalig station aan de Nordlandsbanen dat in de Noorse gemeente Rana ligt. Het station is in 2004 gesloten, sedertdien is de dichtstbijzijnde opstapplaats voor treinreizigers het iets zuidelijker gelegen station Dunderland.

## Geschiedenis
Het station werd op 10 december 1947 geopend. Per 1 februari 1966 werd het teruggebracht tot een stopplaats.:p. 132 Het stationsgebouw van de architect Bjarne Friis Baastad werd in 1982 gesloopt.:p. 133 In de dienstregeling van de zomers van 2003 en 2004 stopten er nog treinen in Hjartåsen, maar sedert 11 juli 2004 is het station niet meer in gebruik. Op het station is of was een gedenkteken aanwezig voor de leraar, predikant, wetenschapper en fotograaf Ole Tobias Olsen, de 'vader van de Nordlandsbanen'.